# Bölöni László
Bölöni László (Marosvásárhely, 1953. március 11. –) romániai magyar labdarúgó, edző.

## Pályafutása
Gyermekkorát Dicsőszentmártonban töltötte. Labdarúgó pályafutását 1967-ben kezdte a városi Chimica Târnăveni csapatban, ahol 1969-ig játszott. 1972-ben érettségizett a marosvásárhelyi Papiu Ilarian líceumban, majd fogorvosi tanulmányokat végzett a Marosvásárhelyi Orvosi és Gyógyszerészeti Egyetemen. 1970 és 1984 között az ASA Marosvásárhely csapatban játszott, utána áthelyezték az FC Steaua București-hez. A román futballválogatottban 108-szor szerepelt, 23-szor volt a válogatott csapatkapitánya, és 25 gólt lőtt, részt vett az 1984-es Európa-bajnokságon. 1977-ben és 1983-ban ő lett a legjobb román labdarúgó. A Steauával BEK-et és szuperkupát nyert. 
Edzője volt rövid ideig a román válogatottnak. 2001–2003 között a Sporting Lisszabon edzője, majd a francia Rennes-nél dolgozott. A 2006/2007-es szezont az AS Monaco FC kispadján kezdte, de 10 bajnoki mérkőzés után távozni kényszerült. 2007. április 6-án másfél évre az Al Nasr Dubai csapatához szerződött. A 2008–2009-es idénytől Belgiumban, az UEFA-kupa részt vevő Standard de Liège edzője. 2009-ben az év edzőjévé választották Belgiumban, a csapata belga bajnok lett. 2010 februárjában mondott le a csapat sikertelen szereplése miatt. 2011 januárjában az RC Lens edzője lett, de csapata kiesett a francia élvonalból. 2011 júniusában a görög PAÓK edzője lett.
Bölöni László 2012-től a katari Al-Khor labdarúgócsapatának menedzsere. 2015-ben a szaúd-arábiai ál-Ittihád trénere volt. 2017 nyarán a belga elsőosztályba feljutott Royal Antwerp edzője lett. 2020 májusában, három szezon után állt fel a klub kispadjáról. 2020 augusztus 20-án a KAA Gent edzőjének nevezték ki.
2020 szeptember közepén, három mérkőzés után távozott a klubtól. Októbertől a Panathinaikósz csapatát irányította.

## Sikerei, díjai

### Játékosként
Marosvásárhely
- Román másodosztály
  - bajnok: 1970-71
- Román bajnokság
  - ezüstérmes: 1974-75
  - bronzérmes:1975-76
- Balkán-kupa
  - döntős: 1973

 Steaua Bucureşti
- Román bajnokság
  - bajnok: 1984-85, 1985-86, 1986-87
- Román kupa
  - győztes: 1985, 1987
  - döntős: 1986
- Bajnokcsapatok Európa-kupája (BEK)
  - győztes: 1985–86
- UEFA-szuperkupa
  - győztes: 1986
- Interkontinentális kupa
  - döntős: 1986

### Edzőként
AS Nancy
- Ligue 2
  - bajnok: 1997-98
  - bronzérmes: 1995-96

 Sporting CP
- Portugál bajnokság
  - bajnok: 2001-02
  - bronzérmes: 2000-01, 2002-03
- Portugál kupa
  - győztes: 2001-02
- Portugál labdarúgó-szuperkupa
  - győztes: 2002

 El-Dzsazira
- Gulf Club Champions Cup:
  - győztes: 2007

Standard de Liège
- Belga bajnokság
  - bajnok: 2008-09
- Belga labdarúgó-szuperkupa
  - győztes: 2008, 2009